# ニューオーリンズ・スクエア
ニューオーリンズ・スクエア（New Orleans Square、略称：N/S）とは、アメリカ合衆国カリフォルニア州のディズニーランドにあるテーマランドの一つである。

## 概要
19世紀のニューオーリンズの街をテーマとしたテーマランドで、当時のニューオーリンズの街並が再現されている。「カリブの海賊」や「ホーンテッドマンション」などのアトラクションがある。
ディズニーランドのみに存在するテーマランドで、他のディズニーパークには見られない。ただし、他のパークでは当テーマランドにある施設の一部が別のランドに取り込まれている場合がある。
例えば、東京ディズニーランド では「アドベンチャーランド」において、「カリブの海賊」およびその周辺の街並みやショップ、レストラン、ステージとして取り込まれている。一定の規模はあるものの、TDLでは「ホーンテッドマンション」のデザインについてディズニーランドのニューオリンズ風ではなく、マジック・キングダムのゴシック風を採用し、さらに「ファンタジーランド」に配置したこともあり、ニューオーリンズの街並みにはアトラクションが1つしかなく、テーマランドとして独立させるほどの規模とはなっていない。

## 各施設の紹介
英語名には英語版、日本語名には日本語版へのWikipediaリンクとなっている。

### ディズニーランド

#### アトラクション
2021年6月現在。

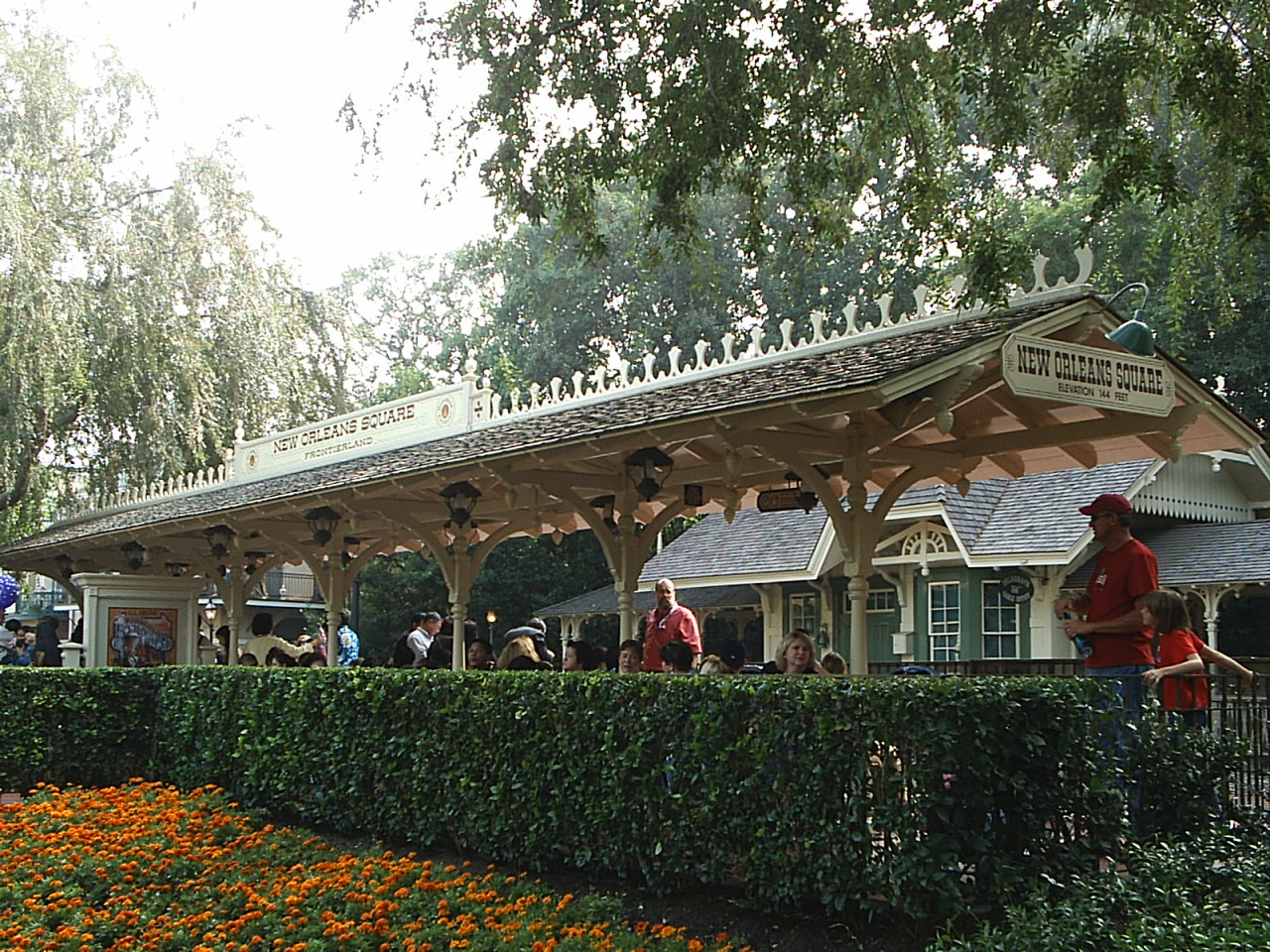
ニューオーリンズ・スクエア駅

- Pirates of the Caribbean（カリブの海賊）
- Haunted Mansion（ホーンテッドマンション）
- Disneyland Railroad（ディズニーランド鉄道　ニューオーリンズ・スクエア駅）[2]

#### ショップ
2021年6月現在。
- Cristal d'Orleans

#### レストラン
2021年6月現在。
- Blue Bayou Restaurant（ブルーバイユー・レストラン）
- Cafe Orlieans（カフェ・オーリンズ）
- French Market Restaurant
- Mint Julep Bar
- Royal Street Veranda
- Club33（クラブ33）